# Writers of Wales
Writers of Wales (Schriftsteller aus Wales) ist eine Buchreihe von kritischen Einführungen in das Leben und Werk von Schriftstellern aus Wales. Sie erscheint bei der University of Wales Press.
Herausgeber der Reihe zur anglo-walisischen Literatur sind die Professoren Meic Stephens (emeritierter Prof., University of South Wales), Jane Aaron (University of South Wales) und M. Wynn Thomas (Swansea University).
Die Reihe umfasst derzeit ca. 60 Bände. 

## Bände
Die folgende Übersicht (Titel / Autor) erhebt keinen Anspruch auf Aktualität oder Vollständigkeit:
- Llewelyn Wyn Griffith. Greg Hill
- Leslie Norris. James A Davies
- R.S.Thomas. W. Moelwyn Merchant
- Ellis Wynne. Gwyn Thomas
- An Introduction to Welsh Literature. David Gwyn Williams
- R. S. Thomas. Tony Brown
- Mrs. Hemans. Peter W. Trinder
- Rhydwen Williams. Donald Evans
- Geoffrey of Monmouth. Karen Jankulak
- Alun Llywelyn-Williams. Elwyn Evans
- Morgan Llwyd. M. Wynn Thomas
- The Poets of the Welsh Princes. J. E. Caerwyn Williams
- Rhys Davies. Huw Osborne
- Ann Griffiths. A. M. Allchin
- Iorwerth C. Peate. Catrin Stevens
- Harri Webb. Brian Morris
- Herbert Williams (Schriftsteller). Phil Carradice
- Thomas Jeffery Llewelyn Prichard. Sam Adams
- Goronwy Owen. Branwen Jarvis
- William Salesbury. R. Brinley Jones
- Dorothy Edwards. Claire Andrea Flay-Petty
- Edward Thomas. R. George Thomas
- Samuel Roberts. D. Ben Rees
- John Gwilym Jones. William Lewis
- Ruth Bidgood. Matthew Jarvis
- T. Rowland Hughes. John Rowlands
- John Morris Jones. Allan James
- Roland Mathias. Sam Adams
- Welsh Periodicals in English 1882-2012. Malcolm Ballin
- Kate Roberts. Derec Llwyd Morgan
- O. M. Edwards. Hazel Walford Davies
- J. R. Jones. Dewi Zephaniah Phillips
- Gwenlyn Parry. Roger Owen
- Kate Roberts. Katie Gramich
- The Welsh Laws. Thomas Charles-Edwards
- Raymond Garlick. Don Dale-Jones
- Dylan Thomas. Walford Davies
- T. H. Jones. Julian Croft
- Saunders Lewis. Bruce Griffiths
- Welsh Recusant Writings
- Owen Rhoscomyl. John S. Ellis
- T. H. Parry-Williams. R. Geralt Jones
- Brenda Chamberlain. Kate Holman
- B. L. Coombes. Bill Jones Chris Williams
- Christopher Meredith. Walford Davies
- Latin Writers of the Renaissance. Ceri Davies
- John Tripp. Nigel Jenkins
- Islwyn Ffowc Elis. T. Robin Chapman
- Hester Lynch Thrale Piozzi. Michael John Franklin
- Lewis Jones. David Smith
- George Ewart Evans. Gareth Williams
- Arthur in Medieval Welsh Literature. Oliver James Padel
- Emyr Humphreys. M. Wynn Thomas
- Williams Pantycelyn. Glyn Tegai Hughes
- Bobi Jones. John Emyr
- James Kitchener Davies. M. Wynn Thomas
- Jane Williams (Ysgafell). Gwyneth Tyson Roberts
- Richard Vaughan. Tony Bianchi
- The Mabinogi. Proinsias Mac Cana
- Ben Bowen. T. Robin Chapman